# Žilina
Žilina (tiếng Slovakia:  Žilina,  tên tiếng Đức lịch sử: Sillein, tên tiếng Hungary lịch sử: Zsolna) là một thành phố thủ phủ của vùng Žilina, Slovakia. Thành phố này có diện tích km2 dân số 85.477 người, vùng đô thị là 159.000 người (thời điểm 31 tháng 12 năm 2006). Đây là thành phố lớn thứ 4 tại Slovakia theo dân số.

## Dân số
| Năm            | 1994   | 2004   | 2014   | 2024   |
| -------------- | ------ | ------ | ------ | ------ |
| Số lượng người | 86.373 | 85.268 | 81.155 | 80.257 |
| Sự khác biệt   |        | −1,27% | −4,82% | −1,10% |

| Năm            | 2023   | 2024   |
| -------------- | ------ | ------ |
| Số lượng người | 80.634 | 80.257 |
| Sự khác biệt   |        | −0,46% |

Bản mẫu:Vùng Žilina